# Andagis
Andagis foi um nobre ostrogodo da dinastia dos Amalos que, segundo Jordanes, participou na Batalha dos Campos Cataláunicos sob o comando de Átila, o Huno (r. 434–453). Era filho de Andela e com sua esposa, uma irmã de nome incerto do nobre esciro Candaco, teve um filho chamado Guntigis. Segundo o relato, portou da lança que matou o rei visigótico Teodorico I (r. 419–451).